# Alt-Life
Alt-Life est une série de bande dessinée française de science-fiction scénarisée par Thomas Cadène et dessinée par Joseph Falzon, publiée par Le Lombard avec deux volumes sortis respectivement en 2018 et 2021.

## Synopsis
Au milieu du XXIe siècle, alors que la vie sur terre est devenue difficile, la série suit le parcours d'un jeune homme et d'une jeune femme, René et Josiane, dans un univers de réalité virtuelle, modelé selon les désirs de ses utilisateurs et permettant de donner vie à leurs fantasmes,.

## Thématiques et influences
La réalité virtuelle représente l'une des thématiques principales d'Alt-Life, rejoignant les nombreuses œuvres abordant ce sujet, telles que Matrix et eXistenZ, et celles sorties à la même période, telles que le film Ready Player One, la série télévisée Black Mirror ou encore la série de bande dessinée Bolchoi Arena,. Cependant, contrairement à la plupart des œuvres d'anticipation mettant en scène cette technologie et présentant le futur de manière sombre, Alt-Life « fait le choix de ne pas porter de jugement », bien que la série reproduise le schéma de la stratification sociale : « riches et puissants ont droit à des espaces mémoire élargis, les plus pauvres doivent renoncer à la « migration » ».
Le désir sexuel constitue l'autre thématique principale de l'œuvre, le récit se déroulant dans un espace virtuel pouvant recréer les fantasmes de ses utilisateurs. Sans tomber dans la vulgarité « grâce au dessin poétique et éthéré de Falzon », le sexe étant traité de manière « plus atypique qu'excitant », « Cadène explore les méandres divagants du fantasme et ses impasses aussi, comme la désincarnation qui enlève tout sens à la pulsion » ainsi que « la difficulté à ne pas être blasé, à l'ère de Tinder et des cascades de sites masturbatoires ». Pour Le Soir, les auteurs citent René Descartes pour souligner la « dualité entre l'âme et le corps » et ainsi expliquer « la limite à laquelle René et Josiane vont se heurter : nous ne pouvons pas être de simples âmes car nous avons aussi un corps ».
Le dessin s'inspire de la ligne claire et notamment de la série de bande dessinée Le Monde d'Edena de Mœbius,.

## Albums
- 1. Alt-Life 1, Le Lombard,  (ISBN 978-2-8036-7021-5), 6 avril 2018
Scénario : Thomas Cadène - Dessin : Joseph Falzon - Couleurs : Marie Galopin
- 2. Alt-Life 2, Le Lombard,  (ISBN 978-2-8036-7470-1), 5 février 2021
Scénario : Thomas Cadène - Dessin : Joseph Falzon - Couleurs : Marie Galopin

## Distinctions
En 2018, Alt-Life remporte la mention spéciale du jury du Prix de la meilleure bande dessinée de science-fiction du festival des Utopiales, le grand prix étant décerné à Ces jours qui disparaissent de Timothé Le Boucher.